# 水星の地質

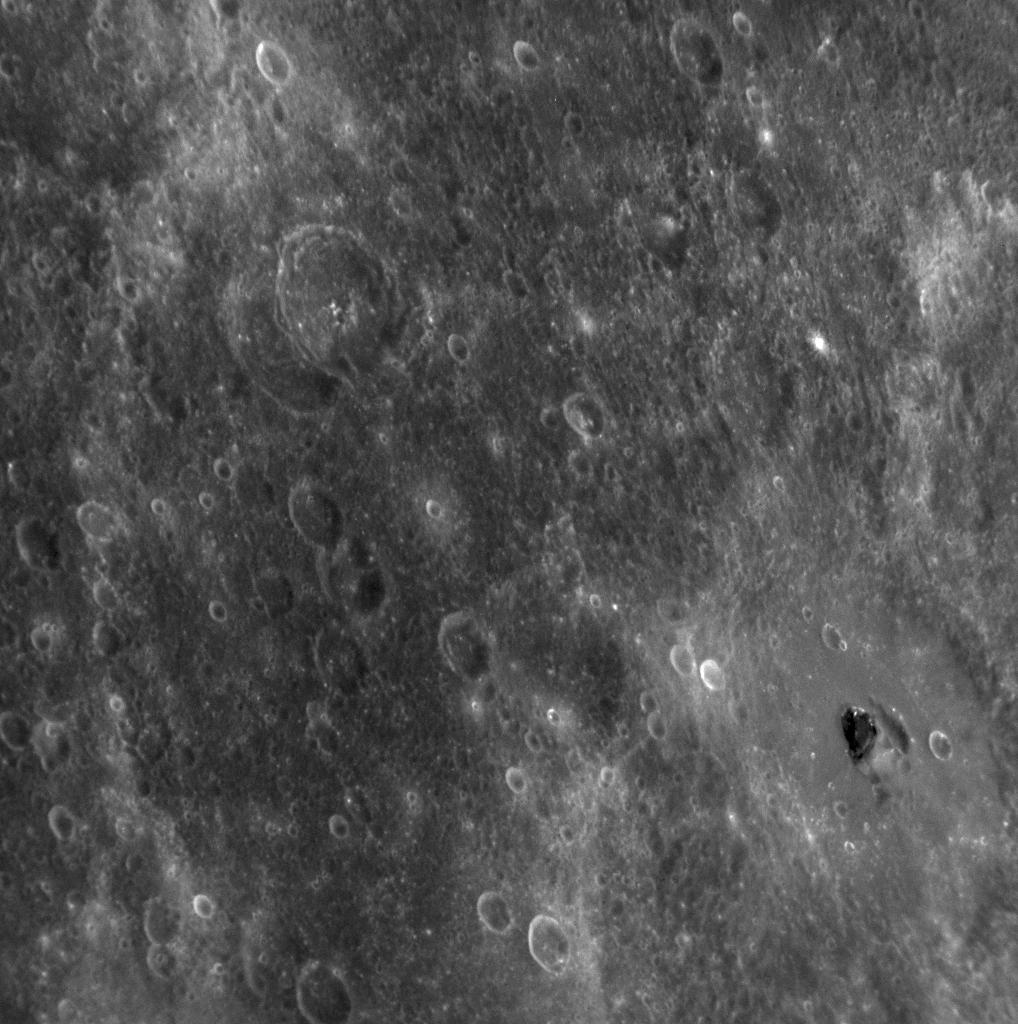
水星上の黒い区画。(詳しいことは分かっていない)

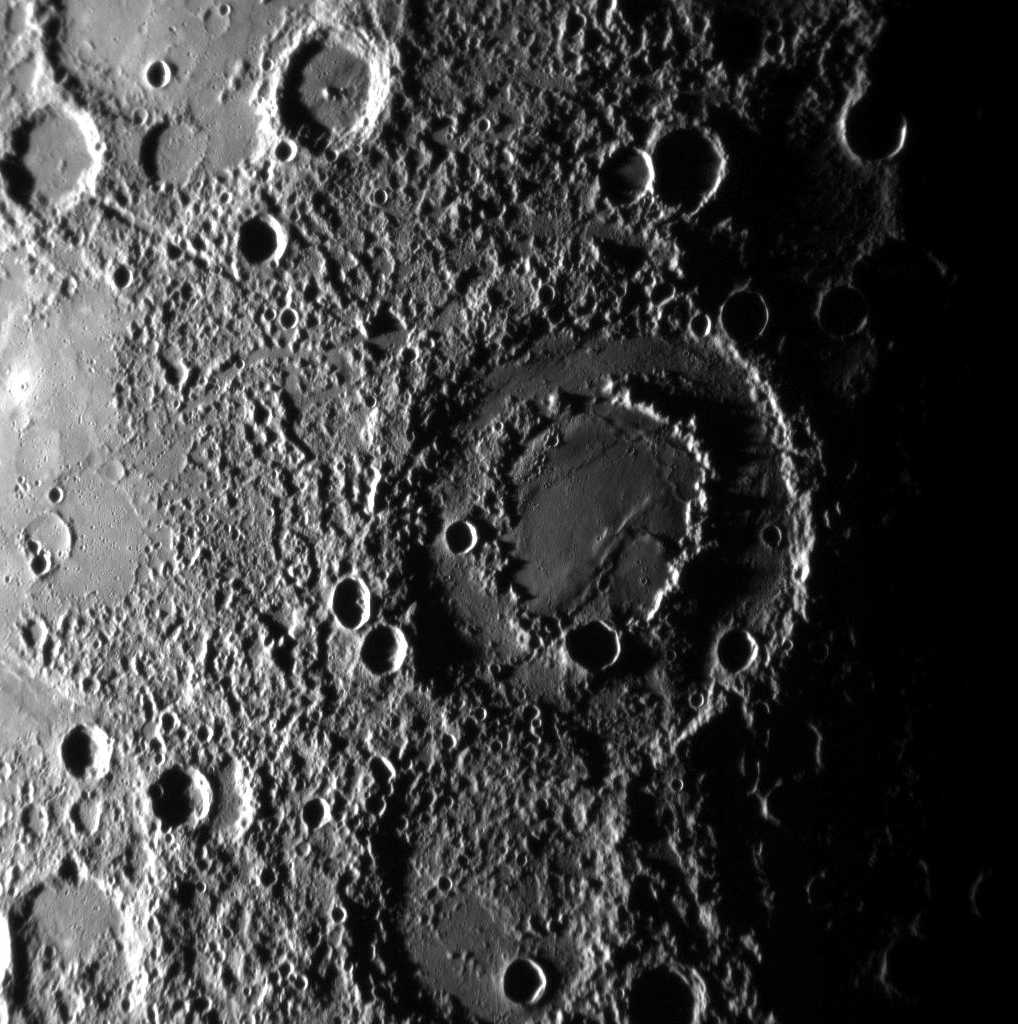
二重環型衝突盆地が見られる盆地。

水星の地質は、太陽系の地球型惑星の中で地質に関して最も研究が進んでいない。水星は太陽に近いため、探査機が近づくことが困難であり、地上からの観測も難しい。
水星の地表面は、クレーターや玄武岩、平原に占められており、それらの多くは玄武岩質溶岩の大規模な火山活動によるものである。この構造は月の海と似た特徴を持っており、火山性堆積物によって局所的に形成されたものである。この他に特徴的な点として、マグマによって削り取られて形成された谷の起源とみられる火道や多くの場合、一箇所に集中して見られるでこぼことした凹地が挙げられる。このでこぼことした凹地は、マグマ溜りが崩壊してできたとみられる「空洞」と呼ばれている。また、衝上断層を示す急斜面、極地域のクレーターの内側に見られる鉱床 (氷の可能性あり) も特徴的な点として挙げられる。長い間、水星の地質構造に変化がないと見られていたが、新たな証拠によって、水星は未だに何らかの活動を続けているということが提示された。
水星の密度から、鉄が豊富な固体核の存在が窺い知れる。その核は水星全体の体積のうちの約60％を占めており、核の半径は、水星の半径の75％に相当する。また、水星の磁気赤道は北に向かって半径の約20％移動しており、これは全ての太陽系の惑星の中で最も大きな割合である。そのおかげで、固体核を覆うように鉄が豊富な溶融層が一つまたはそれ以上存在し、地球とよく似ているダイナモ効果を引き起こしている。さらに、磁気双極子のずれによって、太陽風で風化したでこぼこの地表面が形成されているかもしれない。地表面の粒子が南の外気圏に巻き上げられ、その粒子が堆積物として北に運ばれていくと考えられている。この考えが正しいのかどうか、遠隔測定法によってデータを集めながら、調べられている。
NASAの探査機であるメッセンジャーが2011年9月のミッションの初めての太陽日を終えると、水星の地表面の99％以上がカラー及び白黒で詳細にマッピングされた。その詳細なマッピングによって、科学者たちは1970年代のマリナー10号のフライバイによる調査結果よりも詳しく、水星の地質について知ることができた。

## 困難な調査活動

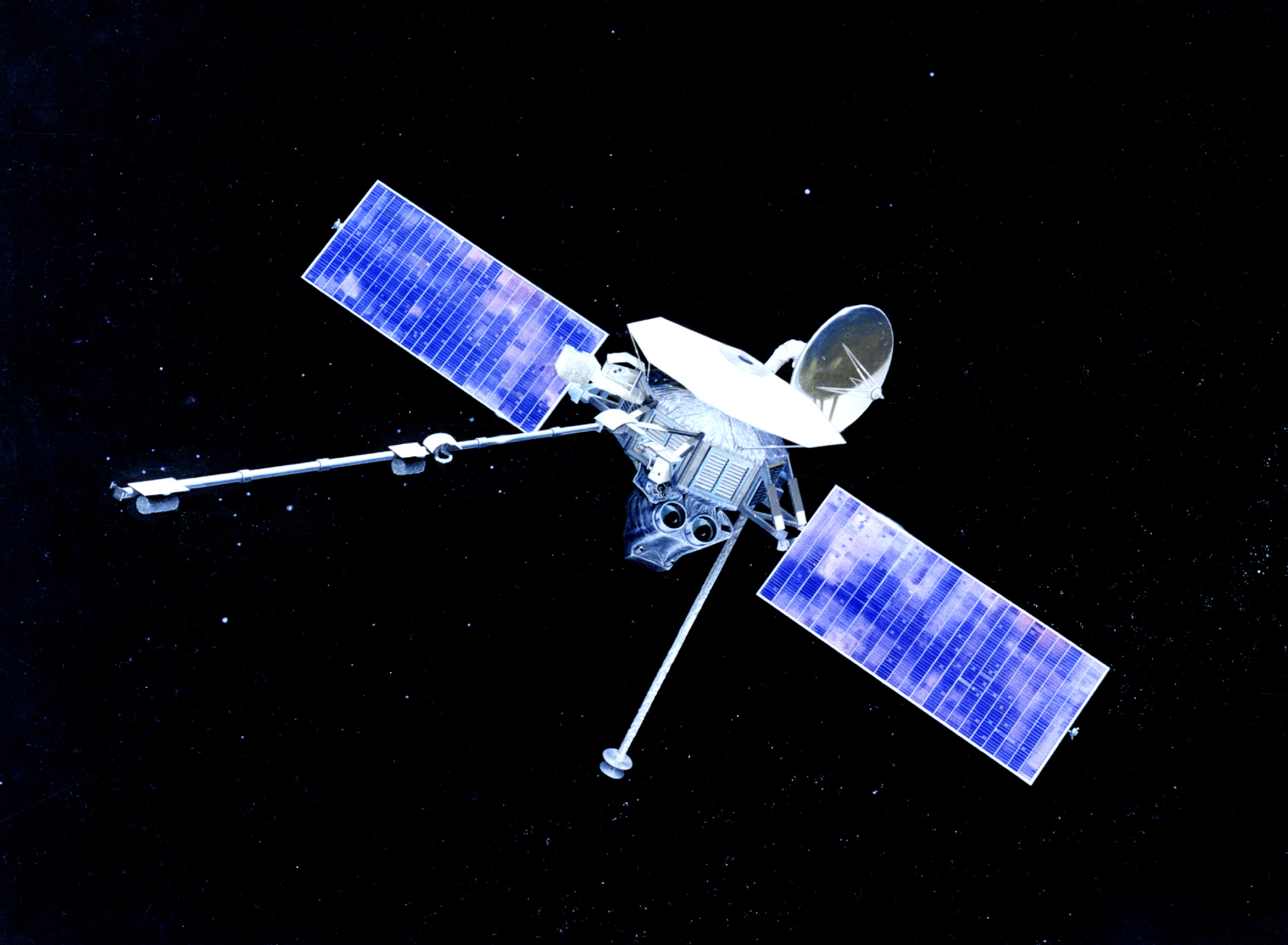
マリナー10号

地球から水星にたどり着くのは技術的に難しい。なぜなら、水星の公転軌道が地球よりもとても太陽に近いからである。地球から水星に探査機ロケットを飛ばそうとすると、太陽の重力ポテンシャルの井戸に向かって9100万キロメートル飛ばさなければならない。地球の公転速度の30km/sから発射すると、探査機ロケットが水星のそばを通過するホーマン遷移軌道にのるために必要な速度の変化⊿vは、他の惑星探査の時と比べて大きい。探査機ロケットが太陽の重力ポテンシャルの井戸に沿って移動することで解放するポテンシャルエネルギーは探査機ロケットの運動エネルギーに変化するので、水星の近くを素早く通り過ぎてしまわないようにしながら探査をするためには、より大きな⊿vが必要となる。また探査機ロケットが安全に着陸したり安定軌道に入るためには、ロケットのモーターに頼る他にないのだ。なぜなら、水星には大気がほとんどなく、空力減速が除外されてしまうからだ。実際、ロケットを直接水星に向かわせるためには、太陽系から脱出するために必要な燃料よりも多くの燃料が必要になる。結果、今のところ、マリナー10号とメッセンジャーのたった二つの探査機しかフライバイを行えていない。いずれの探査機もNASAのものである。

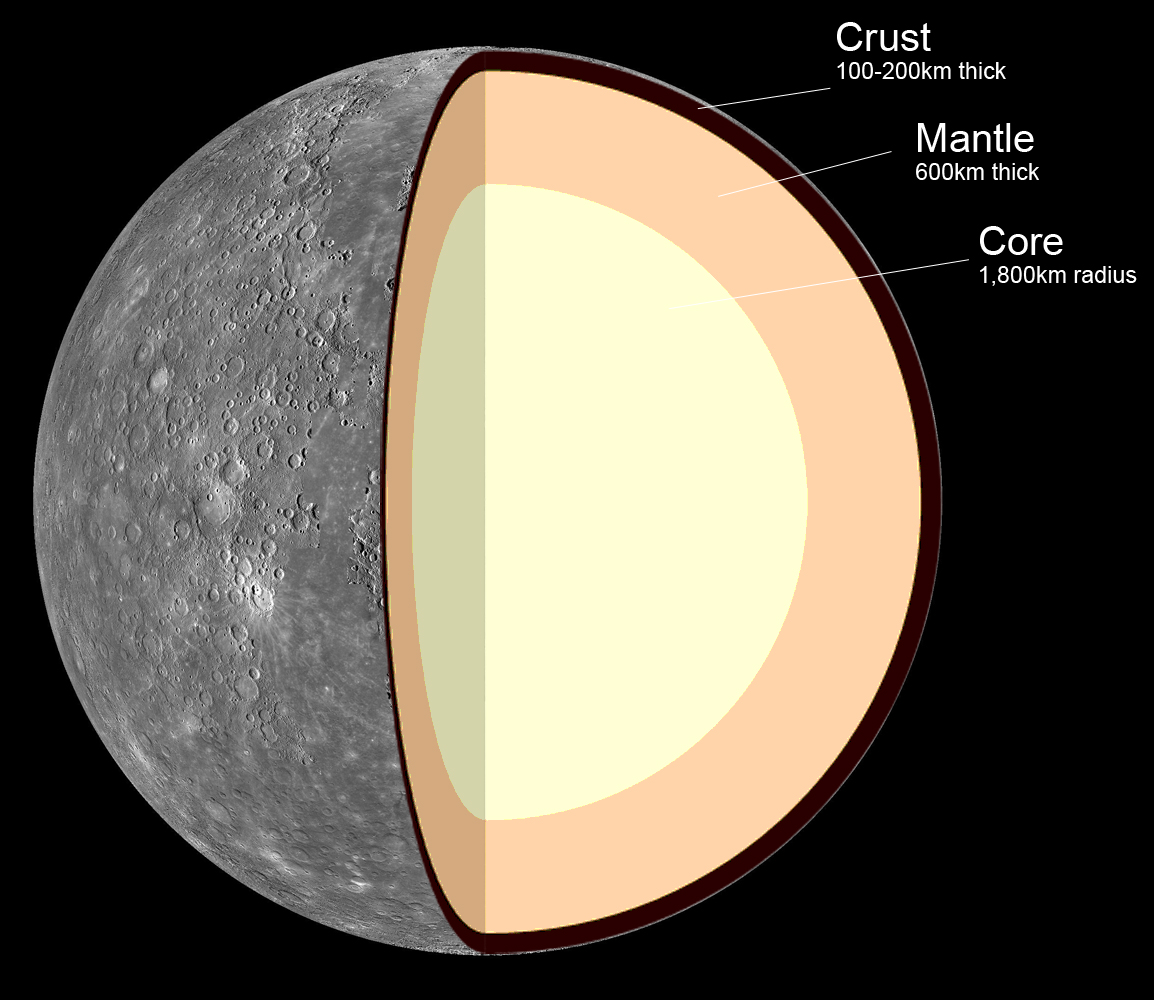
1. 地殻 - 厚さ100～200km
2. マントル - 厚さ600km
3. 核 - 半径1,800km

さらに、水星の周りの宇宙環境は過酷なものである。強烈な日差しと高温という二つの危険が潜んでいる。

## 水星の地質史

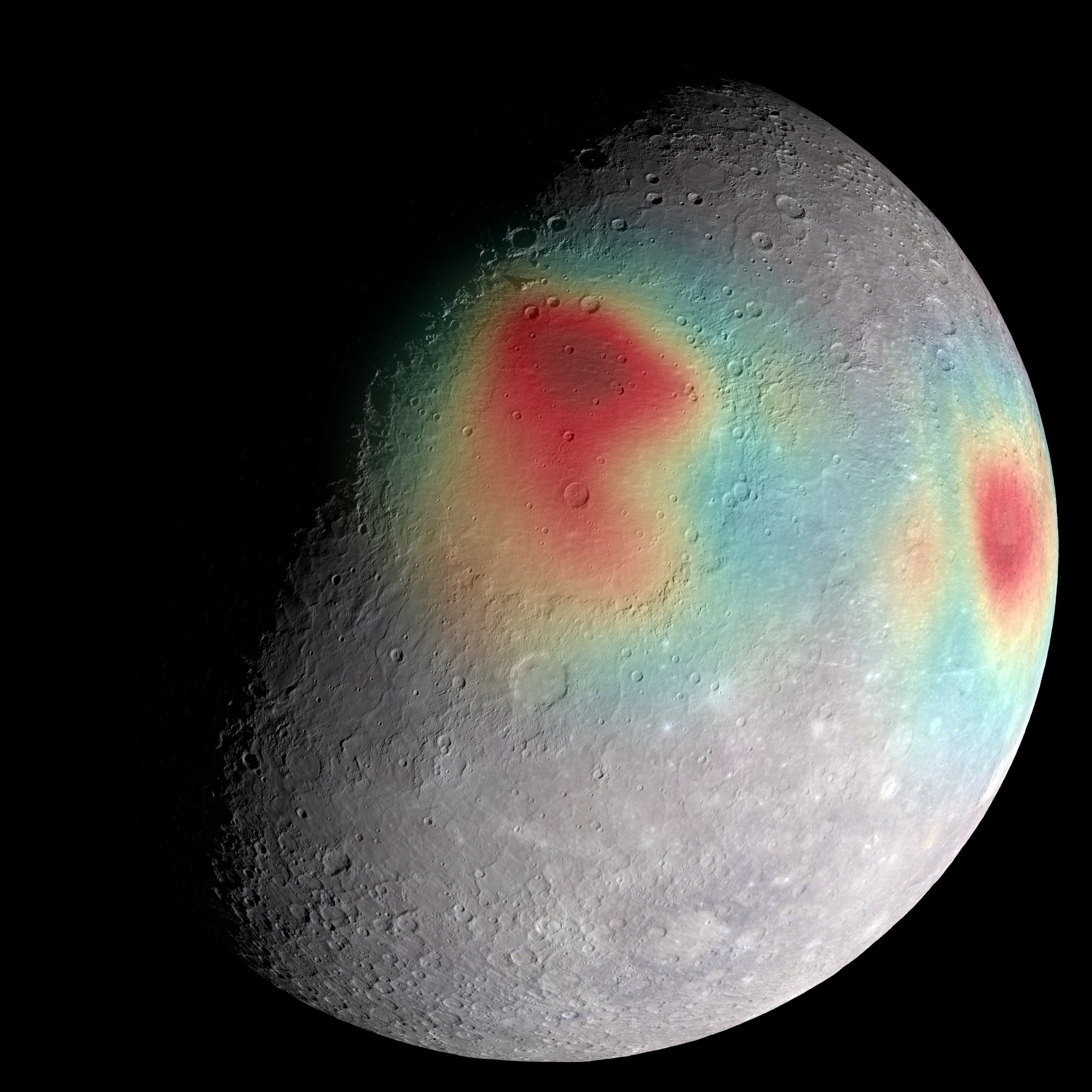
水星の重力異常-質量濃度 (赤) が地表下の構造や形成史を表している。

地球や月、火星のように、水星の地質史も時代で分類することができ、古いものから順番に、先トルストイ、トルストイ、カロリス、マンスール、カイパーである。これらの時代区分は相対年代測定によってのみ定められている。
46億年前に水星やその他の太陽系の惑星と共に形成されてから、小惑星や彗星の激しい衝突が続き、最後に激しい衝突があった時期である後期重爆撃期は約38億年前に終わりを迎えた。地域や山塊によっては水星内部からのマグマ性噴火の痕跡で覆われており、顕著なものはカロリス盆地の一部となっている。月で見られるような「海」と呼ばれる平坦地に似ている、クレーター間に形成されたこれらの平坦地は、その後水星が冷却され収縮するにつれて、その表面が割れて、尾根が形成され始めた。これらの地表面のひび割れや尾根はクレーターやより滑らかな平坦地といった他の特徴よりも上に見られ、尾根やひび割れの方がより新しく形成されたということがはっきりと分かる。そして、水星のマントルが収縮して、これ以上溶岩が地表面に噴き出さないようになったころに、火山活動が行われていた期間は終わりを迎えた。おそらくこれは水星が誕生してから7～8億年ほど経つまでの間にどこかの時点で起きたことだろう。
そのころから、断続的に隕石が衝突することによって、主に地表面の突起が形成されていった。

## 地表面の特徴
水星の地表面は全体的に月と見た目が似ている。例えば、広大な海のような平野や、平野以外の場所に似ている激しい隕石の衝突の跡がある地形が挙げられる。この地形は、局所的に火砕性堆積物がたまって形成されたものである。
| 地形 |
| --- |
| メッセンジャーのMLA器具による水星の北半球の地形図。紫色の部分が最も標高が低く、赤色の部分が最高点で10km (6.2マイル) |

### 衝突盆地とクレーター

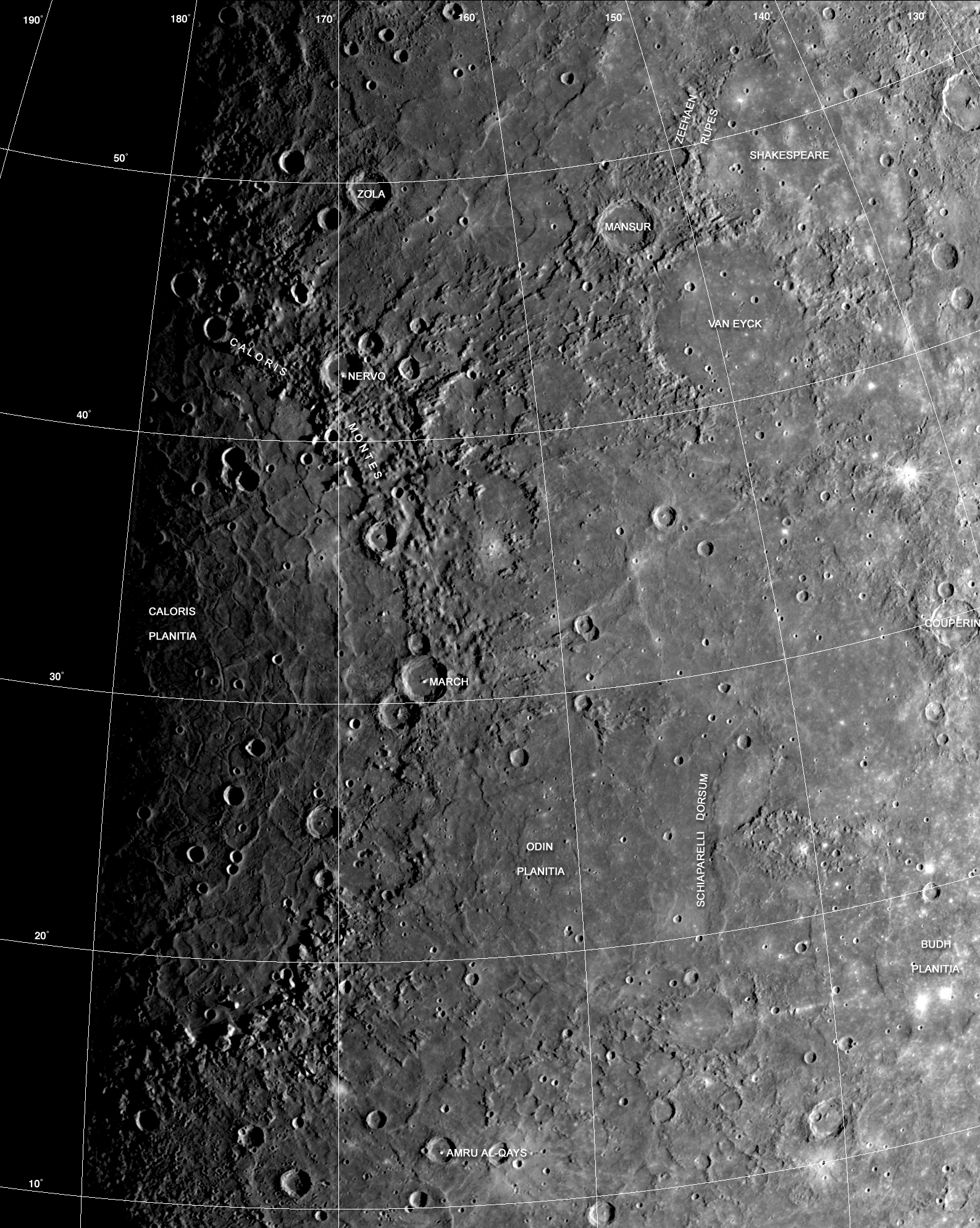
水星のカロリス盆地は太陽系の中で最も大きな衝撃の特徴である。

水星のクレーターの直径の大きさや形状は、小さなお椀状のものから多重環型衝撃盆地が見られる数百kmにもわたる衝突盆地までさまざまである。これは比較的新しい光条クレーターから低変がかなり進んだクレーターの残骸のような状態まで、低変を起こしながら存在している。水星で見られるクレーターは月のクレーターと少し異なっている。水星の地表面での重力の大きさが月面上の2.5倍であるために、月では、水星に比べて噴出物ブランケットの量がとても少ない。

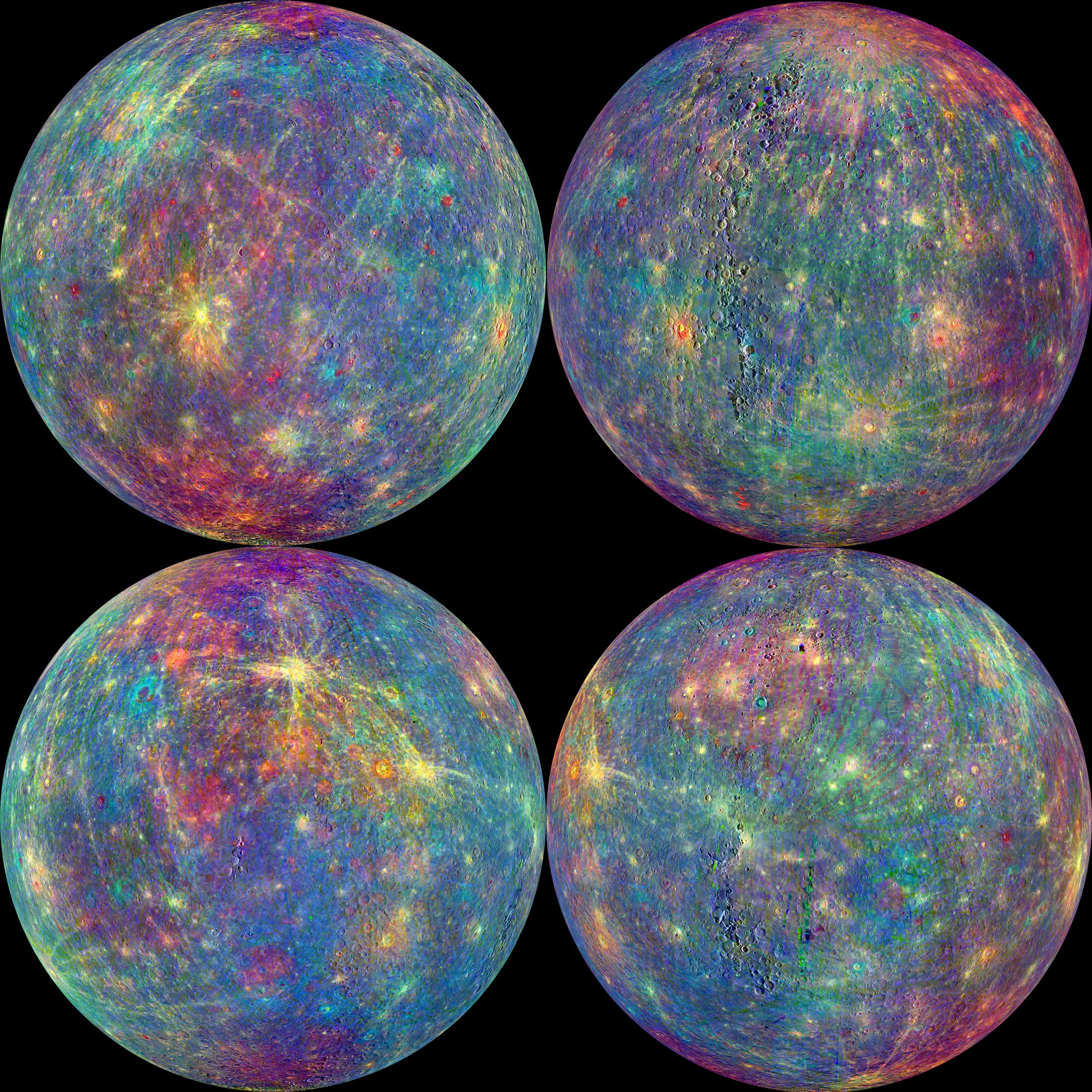
メッセンジャーによる水星の地表面上のMASCSのスペクトル走査

最も大きく、よく知られているのが、巨大なカロリス盆地である。その直径は1550kmにも及ぶ。また、大きさの観点から、カロリス盆地と比べて同じくらいの大きさになりそうなものとして、シナカス盆地 (仮称) の存在が仮定されてきていた。これは、マリナー10号が映し出せなかった半球部分を地球上から低解像度で観測して仮定したものである。しかし、メッセンジャーからの画像からは、それに対応する地形が観測されていない。カロリス盆地を形成した衝撃の大きさは非常に大きく、その影響は全球規模で確認できる。また、その衝撃で溶岩噴火が誘発され、隕石孔を取り巻くように高さ2km以上の同心円のリングが形成された。カロリス盆地の対蹠点には、小高い部分と溝のような部分からなる珍しい巨大な地帯があり、「奇妙な地形」と呼ばれることがある。カロリス盆地を形成した衝撃の衝撃波が水星全体を駆け巡り、それが盆地の対蹠点 (180°離れた点、すなわち真裏の地点) に集中したとき、高い圧力がかかって地表面が割れたというのがこの地形の成り立ちとして有力な仮説である。他には、噴出物がカロリス盆地の対蹠点に集まった結果この地形が形成されたという説もあるが、こちらはあまり有力ではない。さらに、カロリス盆地が形成される間に、盆地の周囲に同心円状に浅い凹地が形成されたように見える。この凹地はのちに、平原に覆われる。(下図参照)
全体的に見ると、探査機によって映し出された部分から約15の衝突盆地が確認されている。この他に特徴的な盆地として、多重環型衝突盆地を持つ幅400kmのトルストイ盆地が挙げられる。噴出物ブランケットが盆地の縁から500km離れたところまで広がっている。また、盆地の底の部分には平原地で覆われている。ベートーベン盆地もまた、同じくらい遠くまで砕屑物が広がっており、リム直径で625kmである。
月面上と同様に、水星上で新しく形成されたクレーターにはっきりと明るい光条が見える。これらはクレーターが形成された時に放出される岩屑の堆積物によって形成されている。比較的新しい間は、より明るい傾向にあるが、これはその周りのより昔に形成された地形よりも宇宙風化作用が弱いせいである。

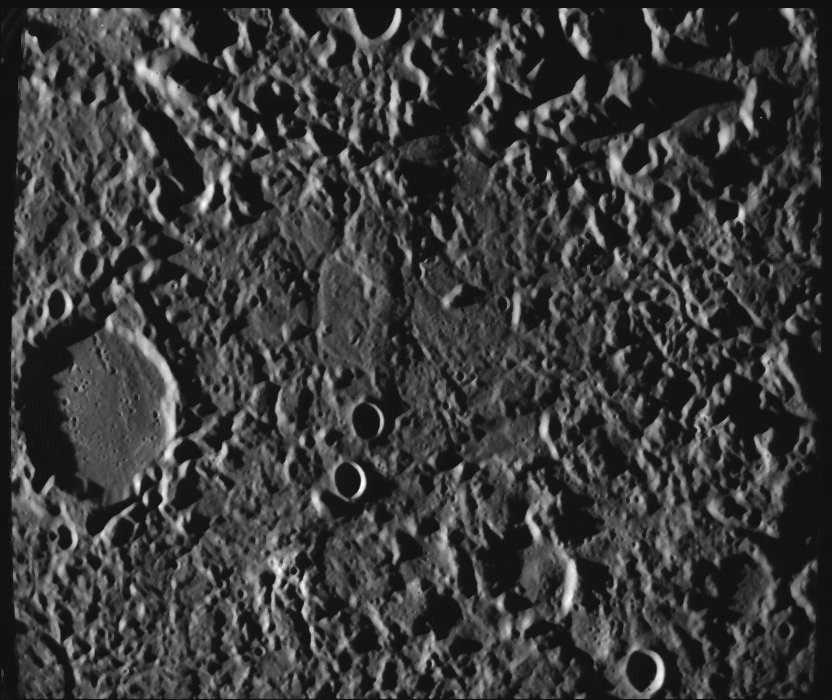
いわゆる”奇妙な地形”はカロリス盆地が形成された時の衝撃で、カロリス盆地の対蹠点に形成された。

#### ピットフロアクレーター
水星の隕石孔には底の部分に円形ではなく不規則に形成された凹地や穴があるものがある。そのようなクレーターはピットフロアクレーターと呼ばれており、メッセンジャーのプロジェクトチームのメンバーは、そのようなくぼみは地下のマグマ溜まりが崩れたことによって形成されたと提唱している。もしこの考えが正しければ、そのくぼみは水星で火山過程が働いていることの証拠になる。また、くぼみ状のクレーターは縁がなく、しばしば不規則な形をしていて傾斜がきつい。火山活動に関連した放出物や溶岩流は見られないが、一般に特徴的な色を示している。例えば、プラクシテレスのくぼみは橙色の色合いである。ピットフロアクレーターは浅部火成活動の証拠と考えられており、地表下のマグマが他の場所へ抜けてマグマ溜まりの空洞部分の天井が支持されなくなることで、陥没してくぼみができ、ピットフロアクレーターが形成されたのかもしれない。中でもこのような特徴を持った主要なクレーターとして、ベケット、ジブラン、レルモントフが挙げられる。これらの関連性がある、より明るくより赤い色をした堆積物からなるくぼみは爆発的な噴火によって形成された火砕性堆積物であることが提唱されている。。

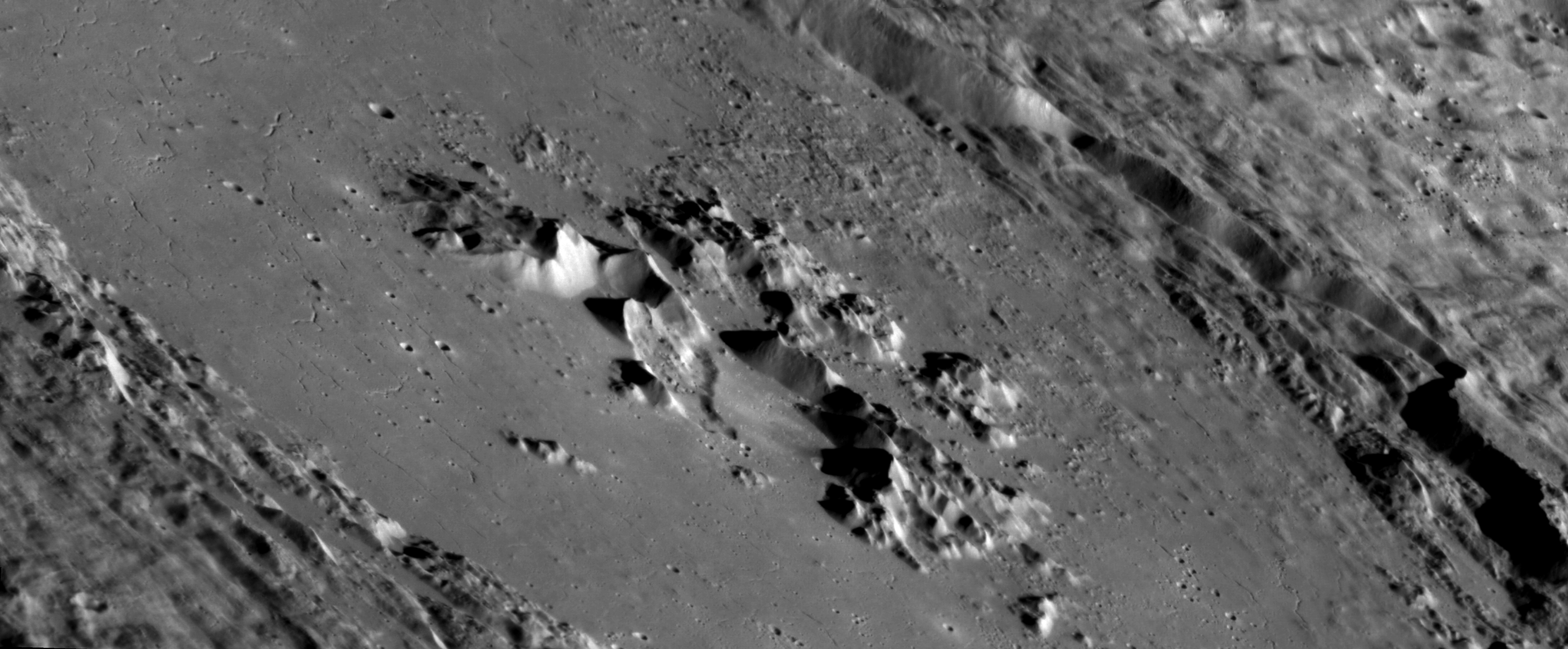
アベディンクレーターの内側

### 平野
水星には、地質学的にはっきりと異なる平野の単位が二つ存在する。
- クレーター間平野は、見て分かる中で最も古い地表面である[9]。たくさんのクレーターが見られる地形よりも前に形成されたものである。それらは、穏やかな起伏や丘陵地帯であり、より大きなクレーターの中の地域に生じる。クレーター間平野は、より古い時代にできた多くのクレーターを消したように見え、直径約30km未満のより小さなクレーターが全般的に少ないことを示している[14]。また、それらが火山によるものなのか隕石などの衝突によるものなのかははっきりと分からない[14]。このような平野は地表面の全てにおおよそ均等に分布している。
- 平原は広く平坦な地域で、月の海に似ており、様々な大きさの凹地で溢れている。特に、平原はカロリス盆地を取り囲むように広いリングで溢れている。月の海と明らかに異なる点として、水星の平原はクレーター内平野と同じ大きさのアルベドを持っていることが挙げられる。明確に火山由来であるという特徴が欠けているにもかかわらず、局在化していることや有色の突起があることが、平原が火山由来であることを強く支持している。また、水星で見られる全ての平原はカロリス盆地よりもかなり後に形成された。その証拠として、カロリス盆地における噴出物ブランケットで覆われた部分よりもクレーターが密集していないことが挙げられる[9]。

カロリス盆地の底の部分もまた、尾根やおおよそ多角形のようなパターンで平坦地があり、地質学的に特徴的な平坦地で溢れている。それらが衝突の衝撃によって誘発された火山性溶岩なのか、それとも広範囲にわたる衝突溶融なのかははっきりと分からない。
| 水星                                |
| ----------------------------------- |
| 水星の北極圏に見られる水の氷 (黄色) |

### スペイン語の記事での参考文献
- Ciencias de la Tierra. Una Introducción a la Geología Física (Earth Sciences, an Introduction to Physical Geology), by Edward J. Tarbuck y Frederick K. Lutgens. Prentice Hall (1999).
- "Hielo en Mercurio" ("Ice on Mercury"). El Universo, Enciclopedia de la Astronomía y el Espacio ("The Universe, Encyclopedia of Astronomy and the Space"), Editorial Planeta-De Agostini, p. 141-145. Volume 5. (1997)